# О’Грейди, Шивон
Шивон О’Грейди (англ. и ирл. Siobhán O’Grady; произн. Sha-VON; род. октябрь 1991, Бостон, США) — журналистка. Главная корреспондентка газеты The Washington Post (WP) в Украине. Бывшая глава бюро WP Каире, Египет.

## Ранний период жизни и образование
Родилась в Бостоне, штат Массачусетс, США. Выросла в Милтоне, Массачусетс. Окончила Среднюю школу Милтона. В школе занималась политическим активизмом. В 2013 году окончила Колледж Дикинсона в Карлайле, штат Пенсильвания, получив двойную степень в области политологии и французского языка. Свободно владеет французским языком. Год училась в Марокко и Камеруне.

## Карьера
Начала карьеру в журнале Foreign Policy, где была штатным писателем. 18 месяцев работала в Нигерии, Того, Уганде, Кении, Гане и других африканских странах, будучи фрилансером газеты Los Angeles Times, журнала The Atlantic и других изданий. 30 апреля 2018 года начала работать штатным писателем в газете The Washington Post (WP). В этой позиции работала из Вашингтона, США, Гонконга, Китай, Афганистана, Ливана и Камеруна. С начала 2021 года являлась главой бюро WP в Каире, Египет. Освещала Северную Африку и Йемен. 4 мая 2023 года было объявлено, что с лета 2023 года она станет главной корреспонденткой WP в Украине.
Её работы также публиковались в WBUR, Houston Chronicle, San Antonio Express-News и San Francisco Chronicle.